# Zorzines shin
Zorzines shin är en fjärilsart som beskrevs av Inoue 1982. Zorzines shin ingår i släktet Zorzines och familjen nattflyn. Inga underarter finns listade i Catalogue of Life.